# سرگی یاوورسکی
سرگی یاوورسکی (استونیایی: Sergei Javorsky; ۹ ژوئن ۱۹۰۲ – ۸ ژوئن ۱۹۹۳) بازیکن فوتبال اهل استونی بود.
وی همچنین در تیم ملی فوتبال استونی بازی کرده‌است.